# جورج زفونكا
جورج زفونكا (بالفرنسية: Georges Zvunka)‏ هو مدرب كرة قدم ولاعب كرة قدم فرنسي في مركز الدفاع، ولد في 5 مارس 1937 في Le Ban-Saint-Martin ‏ في فرنسا، وتوفي في 13 أبريل 2022 في Ars-Laquenexy ‏ في فرنسا. لعب مع نادي ميتز.

## وصلات خارجية
- جورج زفونكا على موقع قاعدة بيانات كرة القدم.إي يو (الإنجليزية)
- جورج زفونكا على موقع عالم كرة القدم.نت (الإنجليزية)